# Dzika Ławka
Dzika Ławka (słow. Divý zárez) – wąska i płytka przełączka znajdująca się w północnej części masywu Dzikiej Turni, w głównej grani Tatr w słowackich Tatrach Wysokich. Siodło Dzikiej Ławki oddziela Czerwonego Mnicha na północy od Czarnego Mnicha na południu. Na Dziką Ławkę nie prowadzą żadne znakowane szlaki turystyczne, przez taterników jej siodło odwiedzane jest dość rzadko.
Pierwsze wejścia turystyczne na siodło Dzikiej Ławki miały miejsce podczas pierwszych przejść północnej grani Dzikiej Turni. Pierwszy drogą tą wszedł István Laufer 20 sierpnia 1908 r. Brak danych o pierwszym zimowym wejściu.